# Zygaenoidea
Zygaenoidea – nadrodzina motyli z podrzędu Glossata i infrarzędu motyli różnoskrzydłych.
Tylko dwie cechy tych motyli wymienia się jako możliwe autapomorfie: głowę gąsienicy zdolną do wycofywania się i chowania wewnątrz tułowia oraz umiejscowienie drugiej pary przetchlinek odwłokowych poczwarki pod zawiązkami skrzydeł, przy jednoczesnym odsłonięciu pierwszego segmentu odwłoka.
Należą tu rodziny:
- Epipyropidae Dyar, 1903
- Cyclotornidae Meyrick, 1912
- Heterogynidae Rambur, 1866
- Lacturidae Heppner, 1995
- Phaudidae Kirby, 1892
- Dalceridae Dyar, 1898
- Limacodidae Duponchel, 1845 – pomrowicowate
- Megalopygidae Herrich-Schäffer, 1855
- Aididae Schaus, 1906
- Somabrachyidae Hampson, 1920
- Himantopteridae Rogenhofer, 1884
- Zygaenidae Latreille, 1809 – kraśnikowate